# Szent János evangélista fatemplom (Balázsszeg)
A balázsszegi Szent János evangélista fatemplom műemlékké nyilvánított épület Romániában, Máramaros megyében. A romániai műemlékek jegyzékében az  MM-II-m-B-04590 sorszámon szerepel.